# 汪惟能
汪惟能（？—？），巩昌府盐川镇（今甘肃省漳县）人，元朝政治人物。

## 生平
初为管軍萬戶。至元二十六年（1289年），為征西都元帅，率領所部北征。大德十年（1306年），為雲南行省右丞，率兵鎮壓羅雄州軍火主阿邦龍少等人。

## 家族
祖父汪世显。父汪德臣，为第五子。